# Informa
Informa PLC er et britisk forlag-, business intelligence- og messekoncern. De har hovedkontor i London, kontorer i 43 lande og ca. 11.000 ansatte. Informa ejer flere brands, hvilket inkluderer CRC Press, Fan Expo HQ, Game Developers Conference, Lloyd's List, Routledge og Taylor & Francis.